# Paul Breder
Paul Breder (* 12. Dezember 1899 in Höntrop bei Bochum; † 22. März 1986 in Lünen) war ein deutscher Bergmann und Autor. Neben Erinnerungen, Romanen und Lyrik verfasste er auch Reiseberichte und Reisetagebücher.

## Leben und Wirken
Paul Breder wurde am 12. Dezember 1899 in eine Bergmannsfamilie in Höntrop (heute ein Stadtteil von Bochums Stadtbezirk Wattenscheid) geboren. Der Sohn eines Bergmanns besuchte zuerst die Volksschule, ehe ihm seine Eltern den Besuch des Königlichen Gymnasiums in Bochum ermöglichten. Das Schulgeld von damals 130 Mark im Jahr entsprach dem damaligen kompletten Monatslohn des Vaters.
Bereits mit 15 Jahren begann er als Pferdejunge und kurze Zeit später als Schlepper in der Zeche Fröhliche Morgensonne im Stadtteil Westenfeld (ebenfalls in Wattenscheid) zu arbeiten. Später war er Lehrhauer sowie danach Hauer in der Zeche Fröhliche Morgensonne und besuchte zusätzlich von 1920 bis 1922 die Unterklasse der Bergschule in Bochum, ehe er als Steiger zur Zeche Engelsburg im Stadtteil Eppendorf (ebenfalls in Wattenscheid) wechselte. 1924 kam er zur Gustavgrube im schlesischen Niederhermsdorf (heute der Ortsteil Sobięcin von Wałbrzych), wo als Steiger ohne Feld beschäftigt war. Im Jahre 1926 kehrte er wieder nach Bochum zurück, wo er bis zum Folgejahr die Oberklasse der hiesigen Bergschule absolvierte und parallel dazu ab dieser Zeit als Reviersteiger auf der Zeche Klosterbusch arbeitete.
Spätestens ab 1929 war er als Reviersteiger bei der Zeche Helene in Essen beschäftigt und war während der Bergbaukrise Anfang der 1930er Jahre kurzzeitig ohne Anstellung als Steiger bzw. arbeitete als Zeitungsjournalist für den Bergmann(sknappen) oder die Einheit und war danach ab 1932 Hauer auf der Zeche Constantin der Große 6/7 in Bochum-Grumme. Wieder als Reviersteiger im Einsatz wechselte er im November 1932 zur Zeche Mont Cenis, bei der er bis 1939 blieb. Seinen letzten Karriereabschnitt verbrachte er jedoch ab 1939 auf der Zeche Victoria in Lünen, wohin er in weiterer Folge mit seiner Familie zog und wo er bis zu seiner letzten Schicht im Jahre 1960 verblieb. Angefangen als Fahrsteiger im Jahr 1939, stieg er 1941 zum Obersteiger, 1946 zum Betriebsführer und 1956 zum Grubeninspektor auf.
Als am 13. Juni 1949 Mitglieder der Traditionsklasse 0/1 des Jahrgangs 1926/27 der Bergschule Bochum den Ring ehemaliger Bergschüler e.V. (ReB) gründeten, fungierte Breder, der zu dieser Zeit bereits als Betriebsführer der Zeche Victoria tätig war, als Versammlungsleiter.
Auf zahlreichen Reisen Breders, die ihn beispielsweise nach Marokko, Südafrika, Ägypten, Südamerika und Kleinasien führten, verfasste er Reisetagebücher, schrieb aber auch Erinnerungen aus seinem langen Bergmannsleben nieder. Sein Manuskript mit dem Arbeitstitel Bergmannsleben, an dem er bereits 1977 schrieb, mündete in dem 1979 veröffentlichten Buch Geschichten vor Ort. Erinnerungen eines Bergmanns. Weiters verfasste er den Bergmannsroman Wilm Bartmann und sein Sohn und brachte in zwei Bänden sein Werk Konglomerat heraus.
Bis zu seinem Tod am 22. März 1986 durch einen Autounfall lebte Breder in Lünen. Sein zu Beginn des 20. Jahrhunderts errichtetes Haus in der Victoria-Siedlung, das ursprünglich für Oberbeamte des Bergbaus vorgesehen war, befindet sich noch heute in Privatbesitz.

## Veröffentlichungen (Auswahl)
- 1977: Bergmannsleben (Manuskript)
- 1979: Geschichten vor Ort. Erinnerungen eines Bergmanns
- Wilm Bartmann und sein Sohn (Bergmannsroman)
- Konglomerat (2 Bände)